# 七尾祇園祭
七尾祇園祭（ななおぎおんまつり）は、毎年7月第2土曜日に石川県七尾市で開催される夏祭り。「東のおすずみ」とも言われる。青柏祭、石崎奉燈祭、七尾港まつりとともに七尾四大祭の一つに挙げられることがある。

## 概要
毎年5月初旬に行われる青柏祭と同じく七尾市山王町の大地主神社に奉納する祇園祭である。
市内中心部の氏子が大小11基の奉燈（キリコ）を担ぐ。11基の内1基は高さ約12m、重量約1tの大奉燈（大キリコ）である。
17時30分ごろに仮宮のある港町に向かって各奉燈（キリコ）が出発し、20時30分ごろより仮宮前の広場で11基の奉燈（キリコ）が賑やかな笛や太鼓、鉦の音に合せ、男達が「サッカサイ、サカサッサイ、イヤサカサー」の威勢の良い掛け声をあげながら勇壮な乱舞が行われる。21時30分ごろに仮宮でお祓いを受け、その後神輿とともに大地主神社に向かって出発、狭い路地を家の軒をかすめるように担ぎ回し、神社に到着した奉燈（キリコ）は23時30分ごろより境内で再び勇壮な乱舞を行い、最後に「七尾まだら」を唄い各町内にそれぞれ戻っていく。
1997年（平成9年）12月4日に能登一円のキリコ祭りが、国の「記録作成等の措置を講ずべき無形の民俗文化財」に選択されているが、その中の1つである。また2015年（平成27年）4月24日には、「灯り舞う半島 能登 〜熱狂のキリコ祭り〜」の中の1つとして日本遺産に認定された。
石崎奉燈祭が行われる石崎地区とは協力関係があり、それぞれの祭礼に担ぎ手の貸し借りを行っている。

## 奉燈（キリコ）
奉燈（キリコ）11基の内、郡町西部の奉燈（キリコ）が最も大きく高さ約12m、重量約1tの大奉燈（大キリコ）で約100人で担ぐ。その他10基は高さ5〜10mである。奉燈（キリコ）の正面には漢字3〜4文字文字を縦に墨字で、裏には勇壮な武者絵が描かれており、夜にはこれらに灯がともり浮かびあがる。囃し方は太鼓、横笛、鉦を使用し、奉燈の根元にある台に乗り音頭をとる。
奉燈（キリコ）の運行は太鼓、笛、鉦によって統制され、太鼓が打たれるとそれに合わせ「サー、イヤサカサ」と担ぎ手の若衆からの掛け声と共に担ぎあげ、続いて囃しに合わせ「サッカサイ、サカサッサイ、イヤサカサー」の威勢の良い掛け声をあげながら進む。

### 奉燈（キリコ）を出す11町
- 山王町

・文字　破天荒
・チームカラー　紫
- 湊町1丁目

・文字　蒼龍楽
・チームカラー　赤
- 湊町2丁目東部

・文字　景雲興
・チームカラー　ピンク
- 湊町2丁目西部　- 赤塗りの奉燈

・文字　飛彩鳶
・チームカラー　黄、赤
- 郡町東部

・文字　随処楽
・　チームカラー　黄、黒
- 郡町西部 - 11町中最も大きい奉燈（キリコ）である。

・文字　歓無極
・チームカラー　赤
- 鍛冶町

・文字　牛頭天王
・チームカラー　赤
- 塗師町　- 赤塗りの奉燈

・文字　仁義禮
・チームカラー　赤
- 川原町　- 白木の奉燈

・文字
・チームカラー　水色
- 上府中町　- 朱塗りの奉燈

・文字　
・チームカラー　黒
- 本府中町

・文字　雲従龍
・チームカラー　青